# Polyphia
Polyphia é uma banda instrumental estadunidense de rock progressivo formada em Plano, Texas em 2010. Originalmente conhecida por suas versões covers de músicas não-autorais na guitarra clássica, o grupo se popularizou pelos seus instrumentais complexos e fragmentados, principalmente na guitarra elétrica, e pelas referências à cultura pop estadunidense e, recentemente, ao cristianismo, frequentemente utilizando de símbolos religiosos em videoclipes.
O grupo foi fundado pelos guitarristas Scott LePage e Tim Henson, quando estes eram adolescentes e, posteriormente, completo pelo baixista Clay Gober e o baterista Clay Aeschliman. Ambos os guitarristas são responsáveis por maior parte da produção e da composição das músicas.

## História
O grupo atingiu sucesso significativo após a cifra da guitarra de "Impassion", do extended play de estréia, Inspire (2013), ter se tornado viral no YouTube. Desde então, a popularidade da banda continuou crescendo, e eles dividiram o palco com artistas notórios de metalcore progressivo como Periphery, Between the Buried and Me e August Burns Red.
A banda afirma que suas influências vêm de artistas de todos os gêneros. O grupo começou com um som mais pesado, orientado a fragmentos, mas desde então amadureceu em uma banda mais melódica. Ao descrever o álbum Muse, Timothy Henson diz que a principal inspiração veio da música pop e do rap.
Recentemente, a banda colaborou com artistas de diversos gêneros musicais, como Babymetal em "Brand New Day", de 2019; "Look but Don't Touch", do mesmo ano, com Lewis Grant. Em julho de 2022, o grupo anunciou que irá colaborar com o guitarrista Steve Vai e com Chino Moreno, dos Deftones, em seu álbum mais recente Remember That You Will Die. Em 1 de setembro de 2022, a banda lançou, em colaboração com Sophia Black, o single "ABC", que apresenta letras em inglês e japonês. Remember That You Will Die foi eleito como o melhor álbum de guitarra de 2022 por leitores da Guitar World, que também elegeram o solo de "Ego Death", executado pelo convidado Steve Vai, como o melhor solo de guitarra de 2022.

## Influências e estilo musical
Embora seja conhecida originalmente pelos covers instrumentais de músicas clássicas no violão — como concertos de Johann Sebastian Bach —, a banda apenas obteve sucesso significativo após uma de suas músicas autorais viralizar. O primeiro álbum da banda, Muse, assim como Inspire, apresentam mais influências do metal progressivo em comparação com os outros lançamentos mais recentes. Isso os associou ao movimento djent, embora caracteristicamente menos pesados e mais baseados na melodia do que seus pares. Seu segundo álbum de estúdio, Renaissance, viu a banda divergir ainda mais do metal, em um som mais progressivo e influenciado pelo math rock. Eles também começaram a misturar elementos de EDM, funk e hip hop, com o single "LIT", um remix de "Light", a segunda faixa de Renaissance. Esta sonoridade foi desenvolvida com o lançamento de um segundo EP, The Most Hated, e um terceiro LP, New Levels New Devils, que contou com produção de produtores de hip hop e EDM Judge e Y2K.

## Equipamento
Tim Henson é um artista endossado pela Ibanez com três guitarra de assinatura, THBB10, TOD10N, e TOD10. As guitarras tem um braço de bordo torrado, uma ponte Gotoh tremolo com travamento de cabeças de máquina, bem como captadores DiMarzio. Além disso, Tim trabalhou com a Neural-DSP para lançar o plug-in "Archetype: Tim Henson", que contém três amplificadores simulados e o anexo "Multivoicer" da assinatura de Henson. Scott LePage também usa uma guitarra de assinatura da Ibanez, a SLM10, que também tem um braço de bordo torrado, uma ponte Gotoh tremolo com travas de máquina e captadores DiMarzio. Clay Aeschliman é endossado pela Tama Drums e frequentemente usa pratos Meinl. Clay Gober usa baixos Ibanez, principalmente baixos da série Ibanez SR.

## Discografia

### Álbuns de estúdio
- Muse (2014, re-lançado in 2015)[6]
- Renaissance (2016)[2]
- New Levels New Devils (2018)[5]
- Remember That You Will Die (2022)[22]

### EPs
- Inspire (2013)[6]
- The Most Hated (2017)

### Demos
- Resurrect (2011)
- Bach Concerto No. 1 in D Minor (2012)

### Singles
- "Envision" (part. Rick Graham) (2013)
- "LIT" (2017)
- "G.O.A.T" (2018)
- "O.D." (2018)
- "Yas" (part. Mario Camarena e Erick Hansel) (2018)
- "Look but Don't Touch" (part. Lewis Grant) (2019)
- "Inferno" (2019)
- "Brand New Day" (part. Babymetal) (2019)
- "Playing God" (2022)[23]
- "Neurotica" (2022)
- "ABC" (part. Sophia Black) (2022)[1]